# Bărăști
Bărăști is een Roemeense gemeente in het district Olt.
Bărăști telt 1808 inwoners.